# Agia Trias (Sipahi)

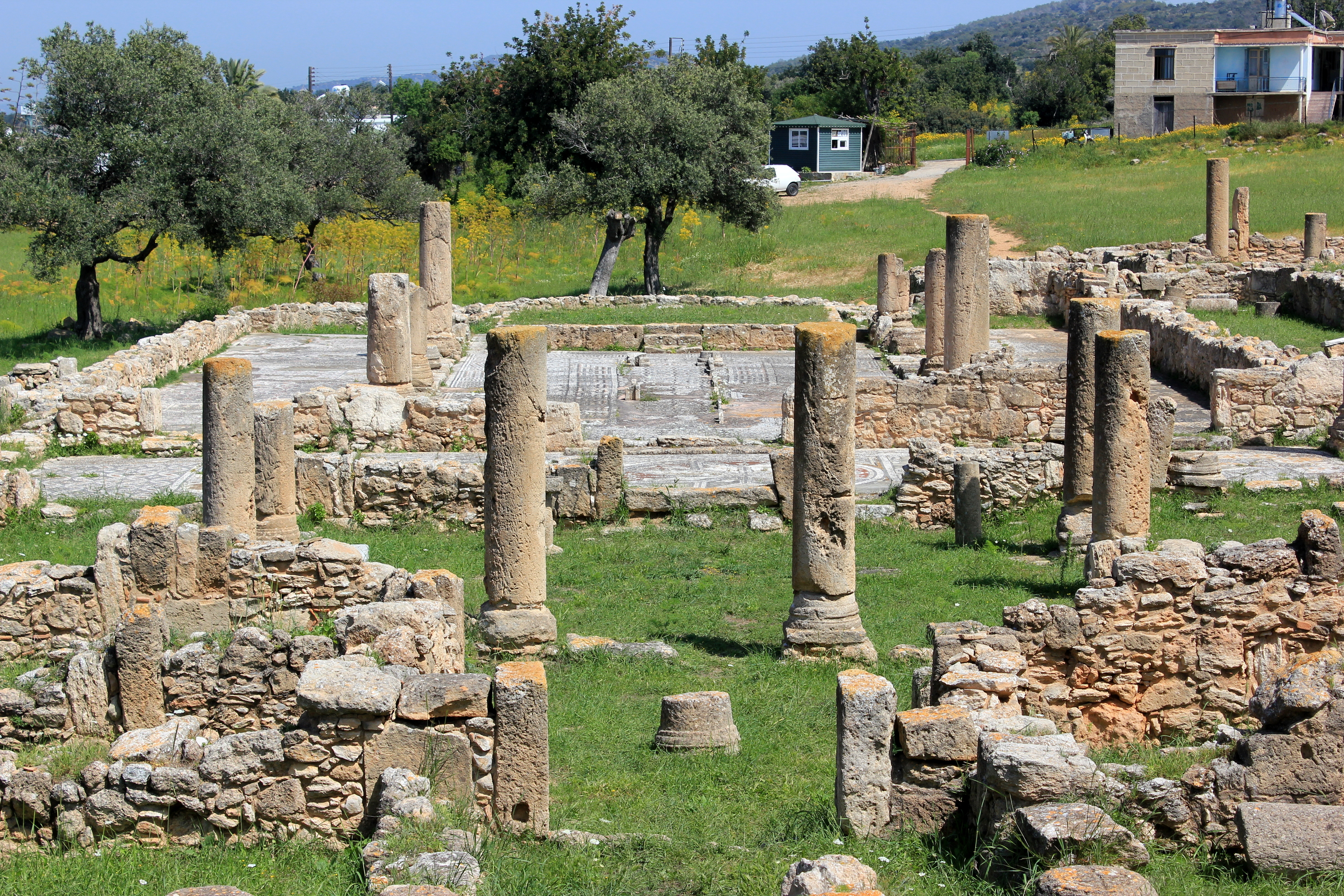
Ruine von Agia Trias, Blick nach Osten

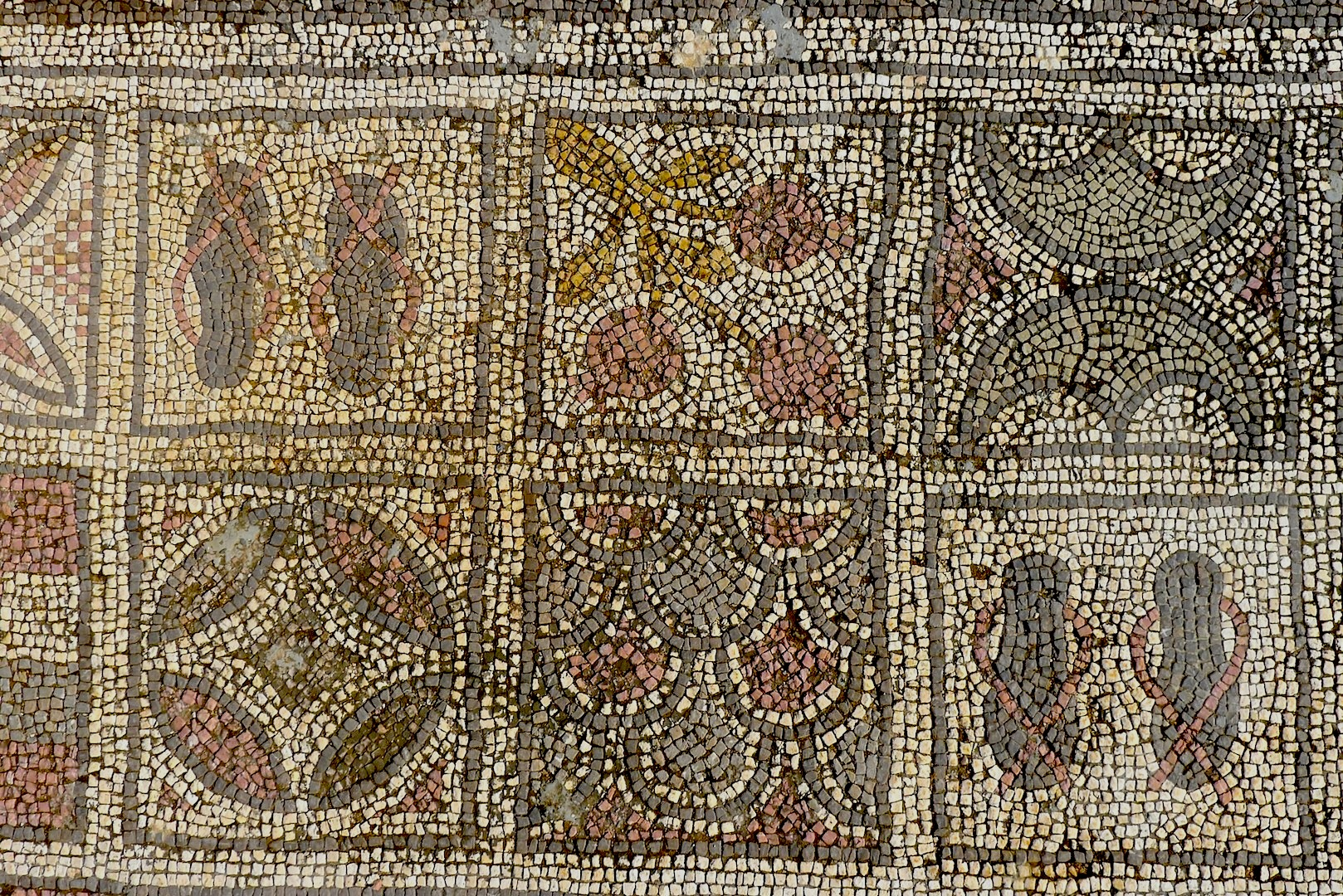
Sandalen-Motive auf dem Bodenmosaik im nördlichen Seitenschiff.

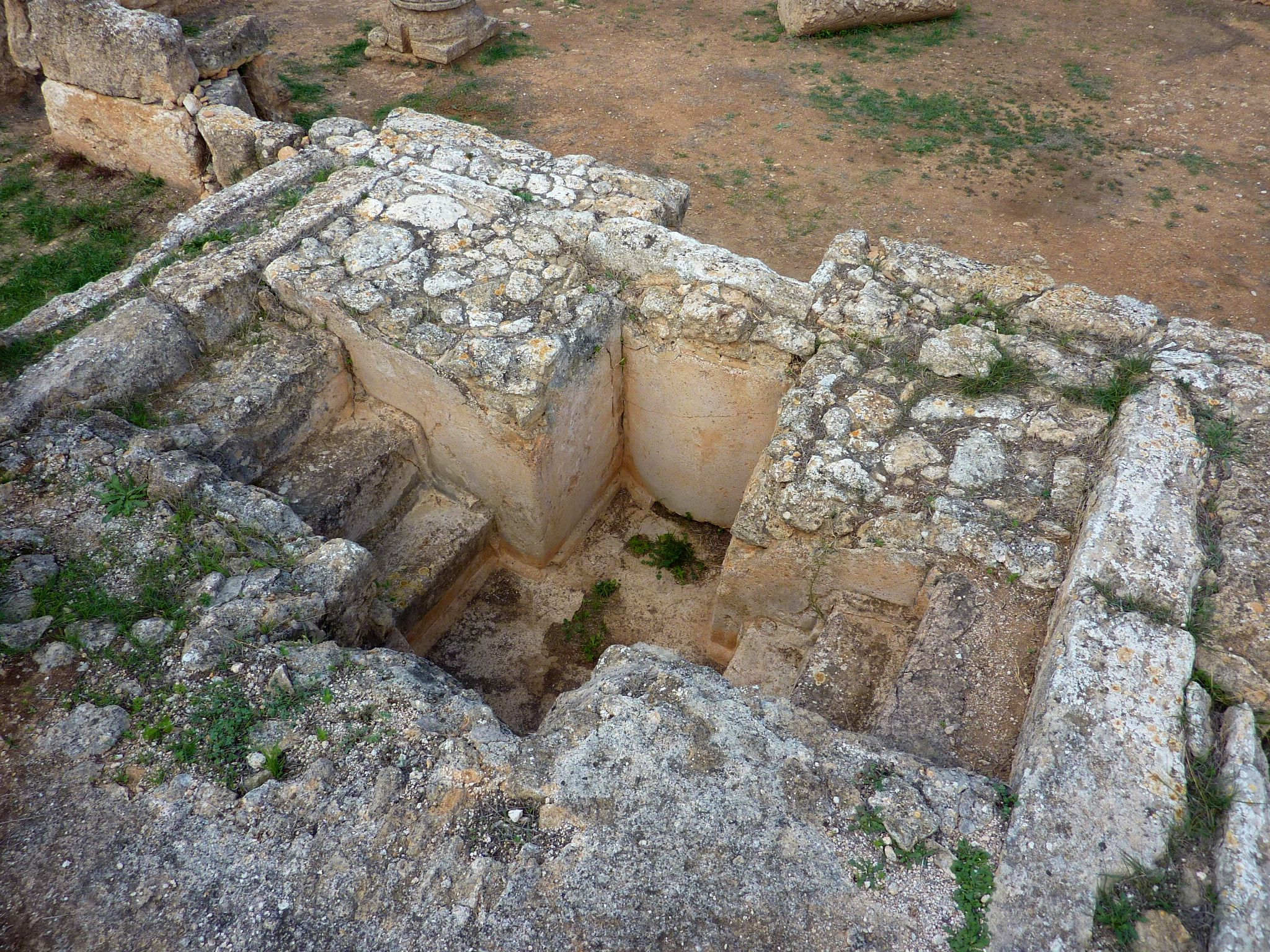
Eingelassene Taufpiscina.

Agia Trias (griechisch Αγία Τριάς ‚Heilige Dreifaltigkeit‘) ist eine Basilika im Ortsbereich von Agia Trias/Sipahi auf der Karpas-Halbinsel im Distrikt Famagusta, Zypern.
Die frühbyzantinische Säulenbasilika wurde im 6. Jahrhundert erbaut. Über einen säulenumstandenen Narthex erreichte man die dreischiffige Kirche mit nach Osten ausgerichteten Apsiden. Im Hauptschiff sind Reste einer Kanzel vorhanden. Die Seitenschiffe wiesen aufgesetzte Galerien auf, bei der Eindachung handelte es sich um eine Holzkonstruktion. Vor der Hauptapsis werden in einer Mosaikinschrift als Stifter der Basilika Heraklios, Aetis, Euthalis und Eutychianos genannt. 
Vom angebauten Baptisterium sind Marmorstufen erhalten, die abwärts zu einem kreuzförmigen Becken führen. Auf der Westseite der Basilika sind Reste des Bischofspalastes erkennbar. 
Bereits eineinhalb Jahrhunderte nach ihrer Erbauung wurde die Basilika samt der naheliegenden Siedlung zerstört. Nach dem Versuch einer Neunutzung wurde sie schließlich Ende des 8. Jahrhunderts endgültig aufgegeben.
Bekanntheit erlangte die Ruine des Kirchenbaus durch die hervorragend erhaltenen Mosaikböden mit ihren geometrischen, die sich an Vorbildern der ostmediterranen Schule orientieren.